# Aeroportul Garoua
Aeroportul Garoua (IATA: GOU, ICAO: FKKR) este un aeroport din Provincia de Nord, Camerun ce deservește zona Garoua. Aeroportul a fost tranzitat în 2018 de 57.070 de pasageri. A fost numit după zona deservită.
Situat la o altitudine de 242 m, aeroportul dispune de 1 pistă. Este operat de Aéroports du Cameroun⁠(d).

## Infrastructură

### Piste
Aeroportul dispune de o singură pistă. Pista 09/27 are suprafața de asfalt și dimensiunile 3.363 m × 45 m. 